# Pygora pouillaudei
Pygora pouillaudei är en skalbaggsart som beskrevs av Valck Lucassen 1930. Pygora pouillaudei ingår i släktet Pygora och familjen Cetoniidae. Inga underarter finns listade i Catalogue of Life.